# 福岡嘉穂農業協同組合
福岡嘉穂農業協同組合（ふくおかかほのうぎょうきょうどうくみあい、通称：JAふくおか嘉穂）は福岡県飯塚市に本所を置く農業協同組合。

## 区域
- 飯塚市
- 嘉麻市
- 嘉穂郡桂川町

## 沿革
- 1963年（昭和38年）
  - 2月 - 大隈・宮野・足白・千手の各農協が合併し、嘉穂町農協が発足[1]。
  - 3月 - 幸袋・鎮西・二瀬・飯塚の各農協が合併し、飯塚市農協が発足[1]。
- 1969年（昭和44年）3月 - 上穂波・内野・大分の各農協が合併し、筑穂町農協が発足[1]。
- 1978年（昭和53年）6月 - 碓井町・桂川町・穂波町・稲築町・庄内・頴田町の各農協が合併し、嘉穂農協が発足[2]。
- 1997年（平成9年）4月 - 嘉穂町・山田市信用・筑穂町・嘉穂・飯塚市の各農協が合併し、福岡嘉穂農協が発足[3]。
- 2000年（平成12年）4月 - Aコープ事業を（株）エーコープ福岡[4]（現・（株）Aコープ九州）に譲渡[5]。
- 2001年（平成13年）11月 - 大豆センター稼動[3]。
- 2003年（平成15年）11月 - 本所グリーンセンターを開設[3]。
- 2004年（平成16年）2月 - 購買品配送業務を全農福岡県本部委託による県域戸配送に移行[3]。
- 2007年（平成19年）3月 - 出張所の統廃合により10支所体制となる[3]。
- 2015年（平成27年）4月 - 嘉麻育苗センター稼動[3]。
- 2022年（令和4年）
  - 10月 - 農産物直売所「穂波ふれあい市」及び「飯塚ふれあい市」閉店[6]。
  - 11月 - 飯塚市において、大型農産物直売所「かほ兵衛の台所」を核に飲食店などを併設する複合施設「KAHOTERAS」（カホテラス）を開業[6][7]。
- 2024年（令和6年）2月 - 飯塚・頴田の各給油所を閉店[8]。

## 店舗・施設

### 本所・支所
- 本所
- 碓井支所
- 桂川支所
- 穂波支所
- 稲築支所
- 庄内支所
- 頴田支所
- 嘉穂支所
- 山田支所
- 筑穂支所
- 飯塚支所

### 施設
- 本所グリーンセンター
- 南部グリーンセンター
- 米店舗
- かほ兵衛の台所（農産物直売所。複合施設「KAHOTERAS」（カホテラス）内）
- 大豆センター
- 農機総合センター
- 嘉麻給油所
- 庄内給油所
- LPGセンター
- 農産物集出荷場・選果場
- 嘉穂農機整備場
- 筑穂農機整備場
- 嘉麻育苗センター
- 食材センター
- 嘉麻営農センター
- 飯塚カントリーエレベーター
- 嘉穂カントリーエレベーター
- 桂川ライスセンター
- 稲築・庄内倉庫
- JA葬祭やすらぎ会館 穂波斎場
- JA葬祭やすらぎ会館 筑穂斎場
- JA葬祭やすらぎ会館 嘉穂斎場
- JA葬祭やすらぎ会館 桂川斎場